# Escuela Militar (estación del Metro de Santiago)
Escuela Militar es una estación ferroviaria que forma parte de la Línea 1 de la red del Metro de Santiago de Chile. Se encuentra subterránea, entre las estaciones Alcántara y Manquehue de la misma línea. Se ubica en el nudo vial formado por la intersección de las avenidas Apoquindo a la altura del 4500 y Américo Vespucio, en la comuna de Las Condes.

## Historia
Fue inaugurada el 31 de agosto de 1980, formando parte de la extensión hacia el oriente de la Línea 1, que hasta entonces finalizaba en la estación Salvador. Fue la estación terminal de dicha línea hasta enero de 2010, cuando se abrieron otras nuevas tres estaciones en Avenida Apoquindo: Manquehue, Hernando de Magallanes y Los Dominicos, siendo esta última la nueva terminal oriente de la Línea 1.
El 22 de diciembre de 2005 el presidente del directorio de Metro S.A. Fernando Bustamante y el alcalde de Las Condes, Francisco de la Maza anunciaron la remodelación de esta estación, junto a la empresa Urban Development. El 2 de enero de 2006 se iniciaron los trabajos del denominado Subcentro Las Condes, centro comercial aledaño que se inauguró el 28 de marzo de 2008.

### Atentado de 2014

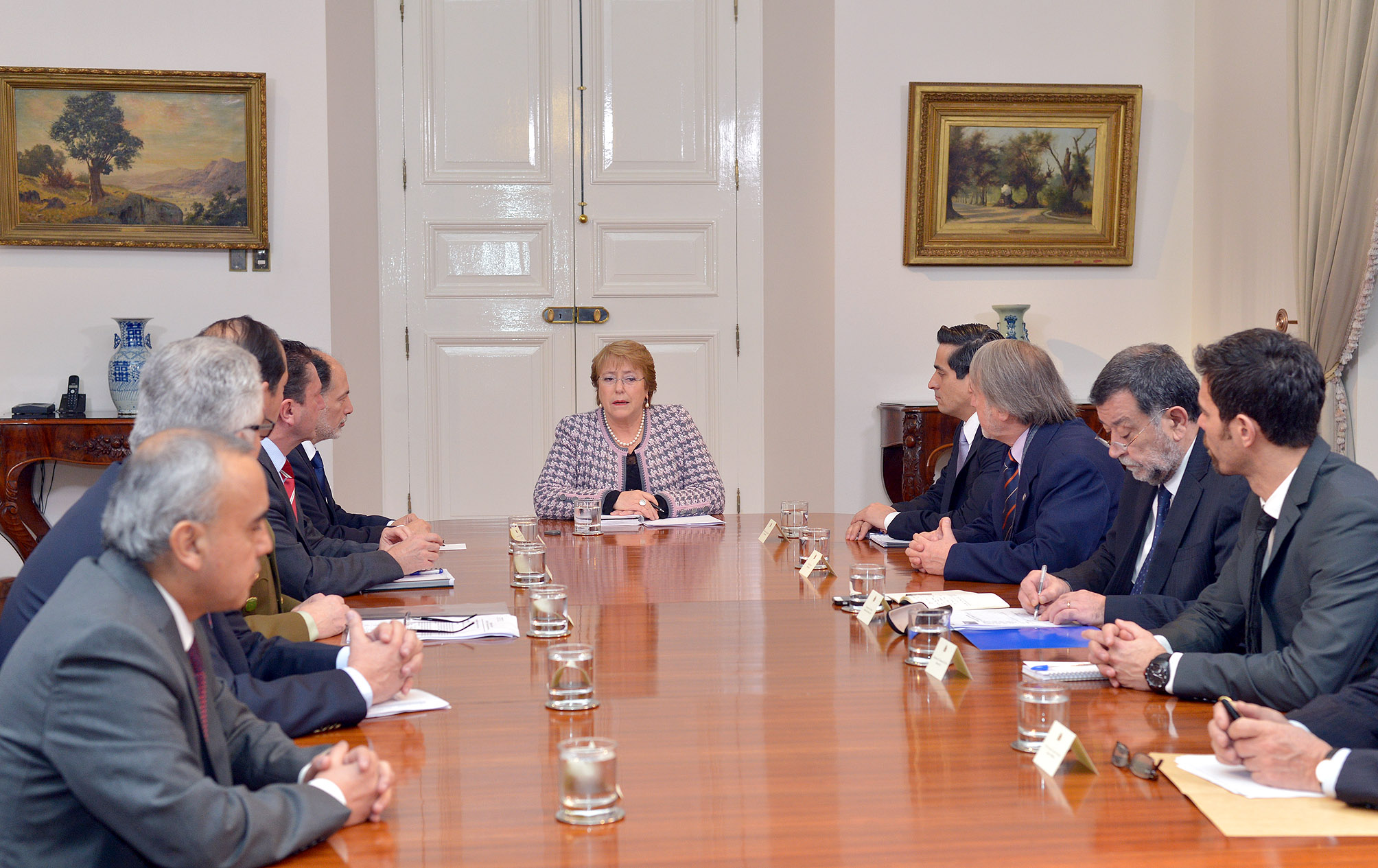
Michelle Bachelet convocó un Consejo Operativo de Seguridad por el atentado en el Subcentro.

El 8 de septiembre de 2014, pasadas las 14:00 hora local, un artefacto explosivo casero fabricado con un extintor estalló en un bote de basura cerca del restaurante Juan Maestro en el Subcentro Las Condes, dejando un saldo de catorce heridos, entre los cuales seis resultaron con traumas acústicos y cuatro con lesiones físicas. Ente ellos también hubo un ciudadano venezolano.
La estación fue cubierta de humo tras la explosión. Rápidamente llegaron bomberos, carabineros y ambulancias, evacuando la estación. Ningún grupo o persona se ha adjudicado el ataque que es investigado como de carácter terrorista.
El ataque fue calificado como uno de los más graves en años recientes. La presidenta Michelle Bachelet anunció reformas a la Ley Antiterrorista y visitó a los heridos.

## Características y entorno
Presenta un flujo alto de pasajeros, donde su peak se concentra a primera hora del día disminuyendo en la tarde, siendo una estación primordial para la conexión de la misma con lugares alejados del sector alto de Santiago mediante el uso de Buses alimentadores y troncales con destino a Manquehue, Colón, la Ciudad Empresarial y Avenida Kennedy. Es la estación con mayor número de accesos de todo el Metro, y desde su funcionamiento posee una galería comercial, la cual hoy se ha transformado en Subcentro Las Condes. La estación posee una afluencia diaria promedio de 47 785 pasajeros.
En el entorno inmediato de la estación, se encuentra la Escuela Militar del Libertador Bernardo O'Higgins, además de embajadas, institutos profesionales, colegios, supermercados. Dos cuadras al sur por Américo Vespucio se encuentra una congregación católica internacional (Heraldos del Evangelio) y hacia el suroriente el Estadio Español.

### Accesos
| Acceso | Intersección                                      |
| ------ | ------------------------------------------------- |
| A      | Subcentro Las Condes Norte                        |
| B      | Av. Apoquindo con General Francisco Barceló       |
| C      | Av. Apoquindo con Félix de Amesti                 |
| D      | Subcentro Las Condes Sur                          |
|        | Av. Américo Vespucio (poniente) con Los Militares |
|        | Av. Américo Vespucio (oriente) con Los Militares  |

## MetroArte

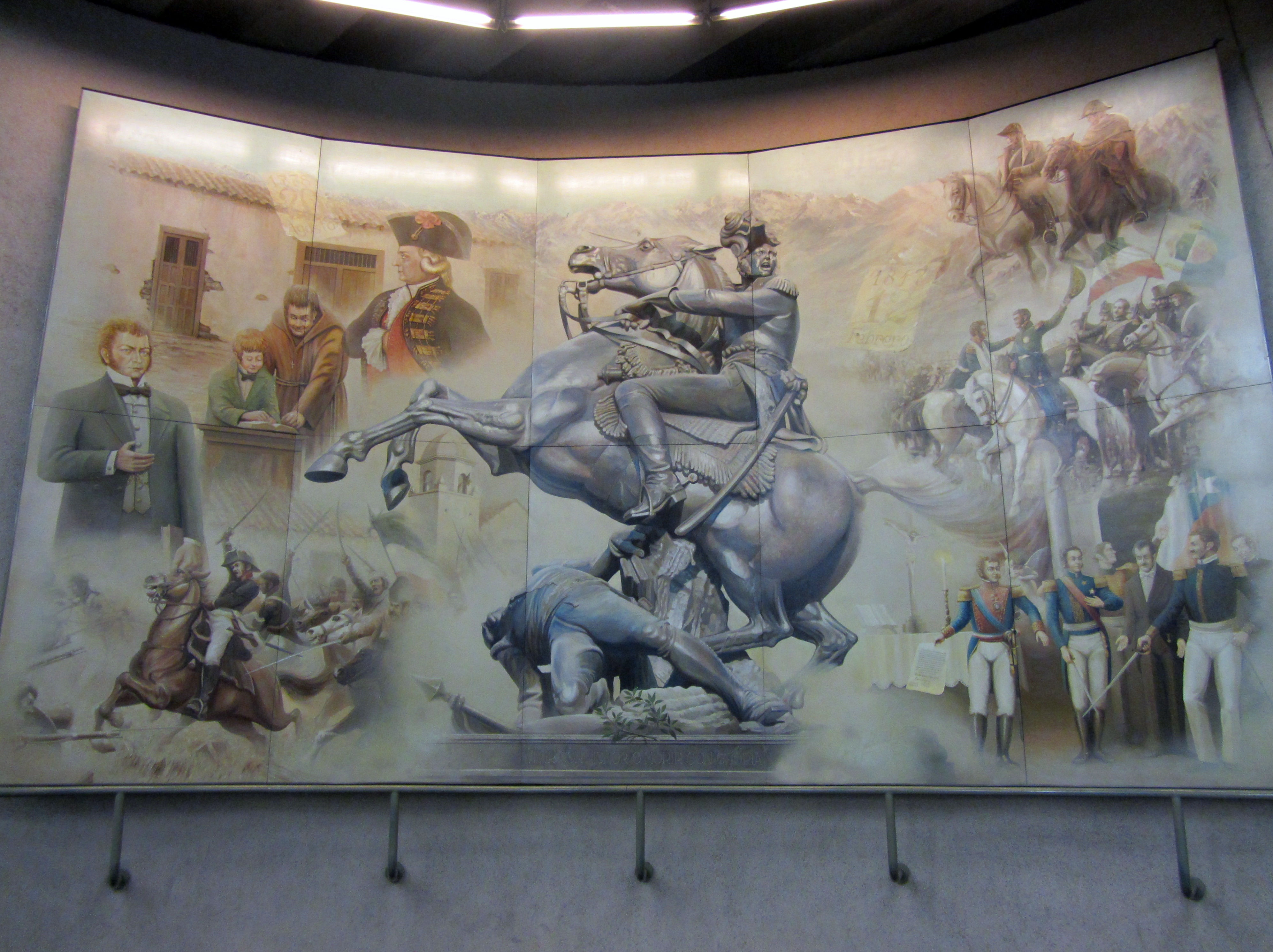
Laureles al Libertador por Guillermo Valdivia.

Dentro de la estación se encuentra el mural Laureles al Libertador, obra del artista Guillermo Valdivia. Se trata de un mural el cual representa varios momentos en la vida de Bernardo O'Higgins, tales como su infancia y el Abrazo de Maipú.
La obra fue patrocinada por los Oficiales de Reserva del Ejército de Chile, como modo de homenaje tanto al militar como al país mismo, el cual celebraba su bicentenario al momento de la instalación del proyecto.

## Origen etimológico
Su nombre proviene de la Escuela Militar del Libertador Bernardo O'Higgins. La Escuela Militar fue fundada en 1817 por Bernardo O'Higgins y funcionó en las inmediaciones de la actual estación Parque O'Higgins. En 1958, la Escuela fue traslada a un amplio recinto ubicado a pocos metros de la estación, junto a la Circunvalación Américo Vespucio.
Anteriormente, la estación era representada con una imagen de la silueta de un cadete de la escuela.

## Galería

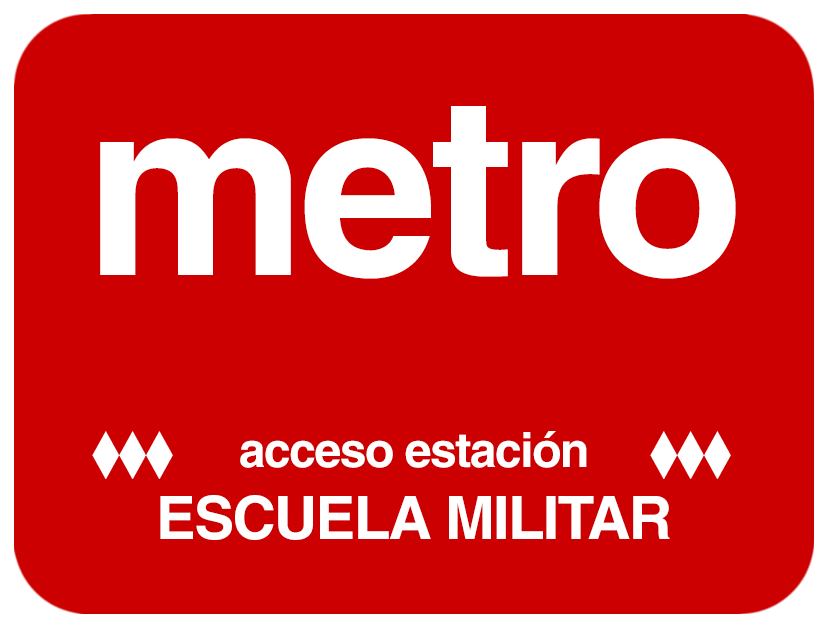
Letrero utilizado en los accesos a la estación hasta 1997.
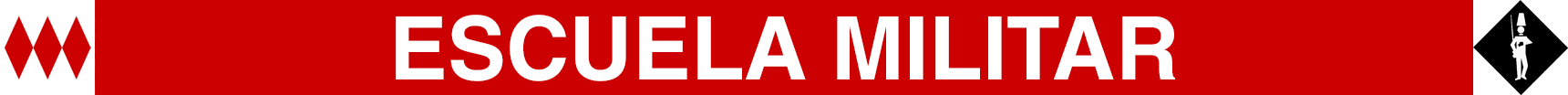
Cenefa antigua utilizada en los andenes.
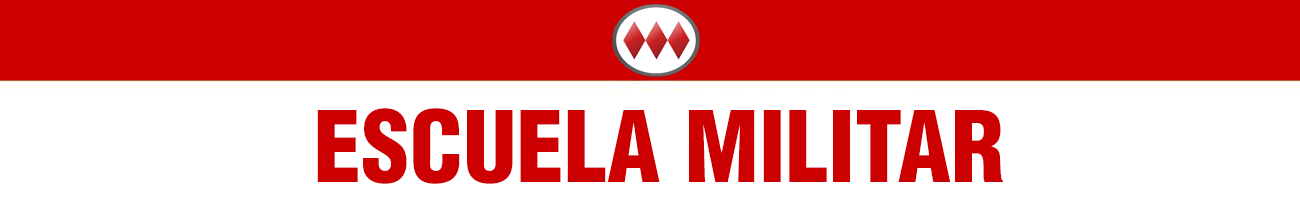
Cenefa utilizada actualmente en los andenes.
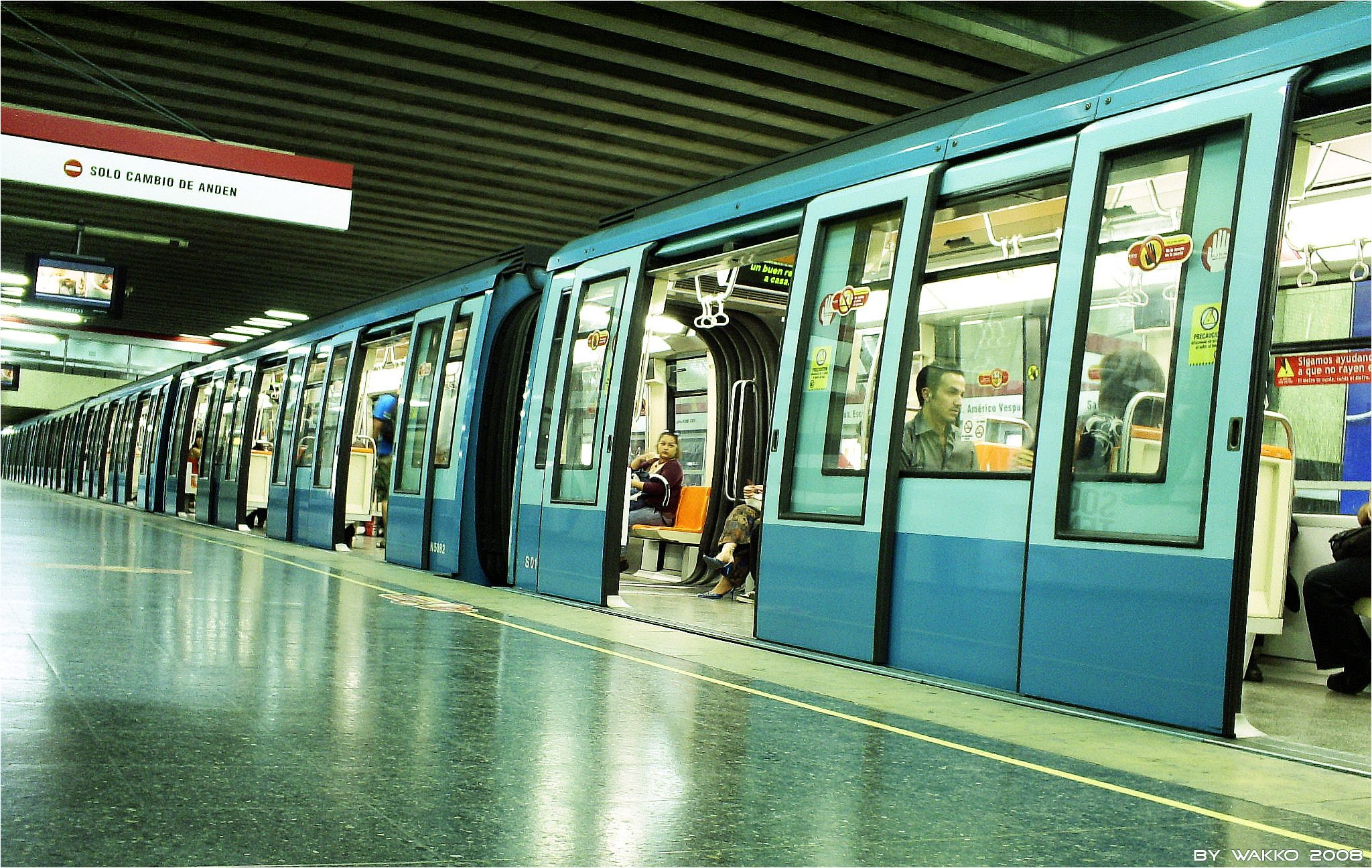
Tren detenido en la estación.
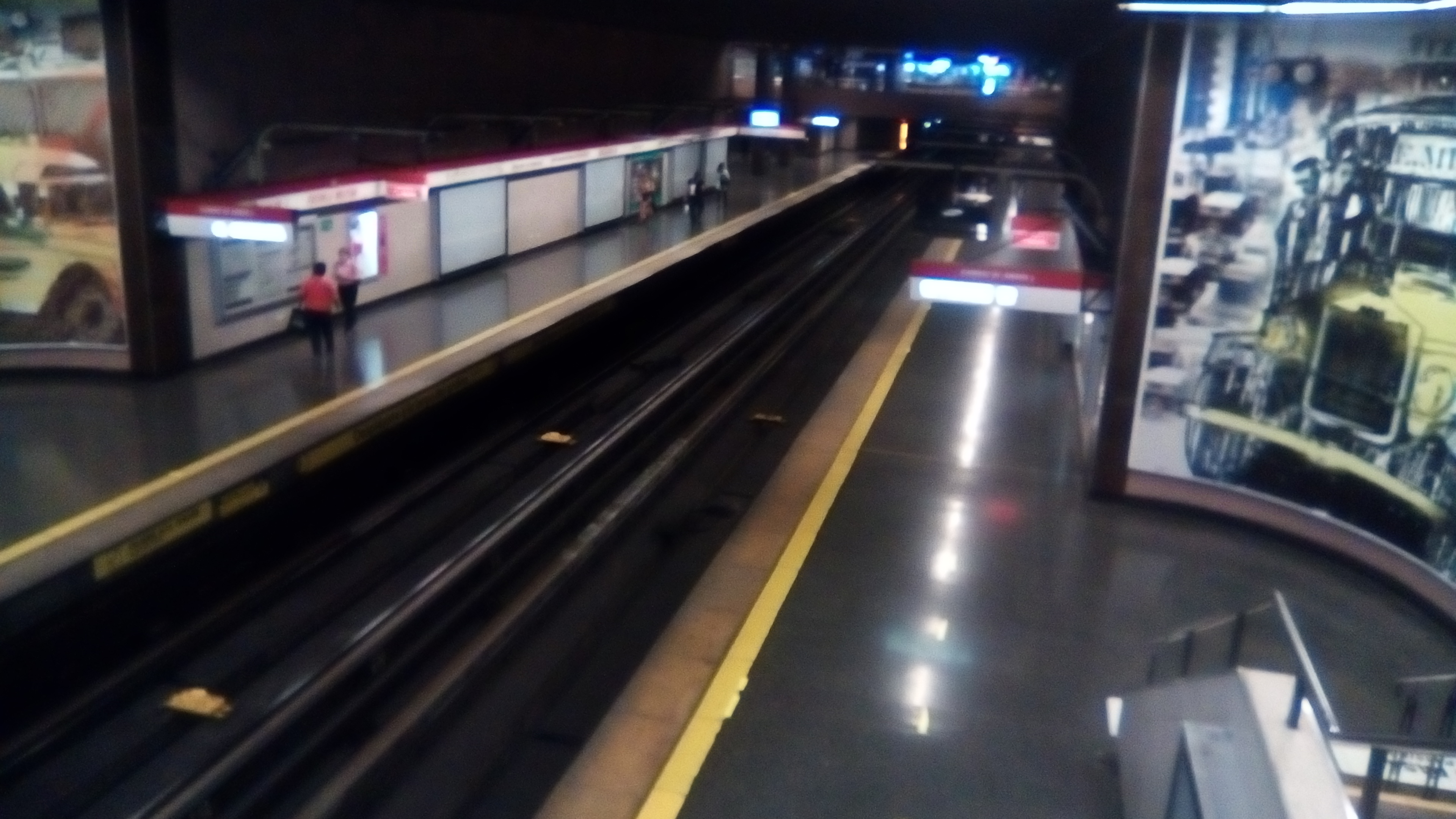
Andenes de la estación.

## Conexión con Red Metropolitana de Movilidad
La estación posee 10 paraderos de la Red Metropolitana de Movilidad en sus alrededores (sin la existencia del paradero 2), los cuales corresponden a:
| Paradero/ Código                           | Recorridos |
| ------------------------------------------ | --- |
| Parada 1 / Metro Escuela Militar (PC617)   | C14 (Fin del recorrido / Los Trapenses) |
| Parada 3 / Metro Escuela Militar (PC586)   | 401 (Las Condes) - 401c (Las Condes) - 407 (Las Condes) - 421 (San Carlos de Apoquindo) - C02 (San Carlos de Apoquindo) |
| Parada 4 / Metro Escuela Militar (PC160)   | 406 (Cantagallo) - 406c (Av. El Rodeo) - 426 (La Dehesa) - 430 (La Dehesa) - C01 (Cerro 18) - C01c (Plaza San Enrique) - C19 (Valle de La Dehesa) - C28 (Los Bravos)                                                                                         |
| Parada 5 / Metro Escuela Militar (PC876)   | C11 (Tabancura) - C15 (Estoril) - C20 (Mall Parque Arauco) |
| Parada 6 / Metro Escuela Militar (PC74)    | 286 (La Pintana) - 420 (Av. Tobalaba) - 425 (Lo Hermida) - 712 (Puente Alto) - 722 (Av. Colón) - C01 (Metro Francisco Bilbao) - C01c (Plaza San Enrique) - C02 (San Carlos de Apoquindo) - C19 (Valle de La Dehesa) - C28 (Los Bravos)                       |
| Parada 7 / Metro Escuela Militar (PC906)   | C01c (Fin del recorrido) - C02 (Fin del recoriido) - C11 (Fin del recorrido) - C15 (Fin del recorrido) - C18 (Fin del recorrido) - C19 (Fin del recorrido) - C20 (Fin del recorrido) - C22 (Fin del recorrido) - C28 (Fin del recorrido)                     |
| Parada 8 / Metro Escuela Militar (PC57)    | 219e (Ciudad Empresarial) - 425 (Rigoberto Jara) - 712 (La Pirámide) - 722 (Gonel) - C18 (Metro Dorsal) |
| Parada 9 / Metro Escuela Militar (PC182)   | 401 (Maipú) - 401c (Fin del recorrido) - 406 (Pudahuel) - 406c (Fin del recorrido) - 407 (Enea) - 415e (Metro Pudahuel) - 421 (Maipú) - 426 (Pudahuel) - 430 (Quilicura) - C01 (Metro Francisco Bilbao) - C01c (Fin del recorrido) - C02 (Fin del recorrido) |
| Parada 10 / Metro Escuela Militar (PC114)  | 219e (Metro La Cisterna) |
| Parada 11 / Metro Escuela Militar (PC1090) | 286 (Mall Alto Las Condes) - 420 (Fin del recorrido) - C22 (Rotonda Lo Curro) |